# Glosar de analiză matematică
Prezentul glosar de analiză matematică conține termeni din domeniul calculului diferențial și integral, dar și din domenii conexe ca: topologie, calcul numeric, calcul variațional, calcul vectorial.

Pentru celelalte domenii ale matematicii, ca algebra și geometria, vedeți celelalte glosare din categoria: Glosare de matematică.

## A
- abatere medie pătratică - (a două funcții reale f și g pe intervalul compact [a, b]) expresia {\displaystyle {\sqrt {\int _{a}^{b}\left(f(x)-g(x)\right)^{2}d{\mathit {x}}}}.}
- acces perfect - (al unei funcții {\displaystyle f:A\subset \mathbb {R} \to \mathbb {R} } într-un punct {\displaystyle x\in A}) o mulțime perfectă {\displaystyle \Gamma \subset A} care se acumulează în x, atât la stânga cât și la dreapta, astfel încât restricția {\displaystyle f|\Gamma } este continuă în x.
- acoperire - (a unei mulțimi {\displaystyle {\mathcal {M}}}) o familie {\displaystyle \{D_{i}\}_{i\in I}} de părți ale mulțimii cu proprietatea {\displaystyle \bigcup _{i\in I}D_{i}={\mathcal {M}}.} Dacă toate mulțimile {\displaystyle D_{i}} sunt deschise, atunci acoperirea se numește deschisă.
- acoperire deschisă - vezi acoperire.
- acoperire convexă - (a unei submulțimi {\displaystyle A} a unui spațiu liniar {\displaystyle (X,d)} ) cea mai mică mulțime convexă care conține {\displaystyle A} și se notează {\displaystyle {\mathcal {co}}(A)} (sinonim: înfășurătoare convexă).
- acoperire echilibrată - (a unei mulțimi {\displaystyle A\subset X}) cea mai mică mulțime echilibrată care conține pe {\displaystyle A} (unde {\displaystyle A} este un spațiu liniar peste un corp {\displaystyle \Gamma })  și se notează {\displaystyle ec(A)} (sinonim: înfășurătoare echilibrată).
- acoperire liniară - (a unei mulțimi {\displaystyle A\subset X}) cel mai mic subspațiu liniar care conține mulțimea {\displaystyle A,} unde {\displaystyle X} este un spațiu liniar peste corpul {\displaystyle \Gamma } (sinonim: subspațiu liniar generat de {\displaystyle A}).
- acoperire solidă - (a unei mulțimi {\displaystyle A\subset X}) cea mai mică mulțime solidă care conține pe {\displaystyle A,} unde {\displaystyle X} este un spațiu liniar peste corpul {\displaystyle \Gamma } și se notează {\displaystyle so(A);} Are loc egalitatea: {\displaystyle so(A)=\bigcup _{x\in A}\left[-|x|,|x|\right],} unde segmentul este considerat în sensul ordinii.
- acoperire Vitali - (a unei bile închise {\displaystyle A}) un sistem {\displaystyle {\mathcal {F}}} un sistem de mulțimi închise și mărginite ale lui {\displaystyle X,} unde {\displaystyle (X,d)} un spațiu metric care conține mulțimea, cu proprietatea că fiecare mulțime din {\displaystyle {\mathcal {F}}} are măsură strict pozitivă și, în plus, există un {\displaystyle a>0} și un {\displaystyle b>2} astfel încât pentru orice {\displaystyle x\in A} și orice {\displaystyle \varepsilon >0} se poate găsi {\displaystyle F\in {\mathcal {F}}} cu proprietățile: a) {\displaystyle x\in F;\;} b) {\displaystyle \mu (F)<\varepsilon ;\;} c) {\displaystyle \mu (B(F,b\delta (F)))/\mu (F)\leq a,\;\;} unde {\displaystyle \delta (F)} este diametrul lui {\displaystyle F} iar {\displaystyle B(F,\delta (F))} bila deschisă de centru {\displaystyle F} și rază {\displaystyle \delta (F)} adică {\displaystyle B(F,\delta (F))=\{x\in X\;|\;d(x,F)<\delta (F)\}.}
- aderență a unei mulțimi -  mulțimea punctelor aderente acelei mulțimi (sinonim: închidere a unei mulțimi).
- adjunct formal - (al unui operator diferențial liniar {\displaystyle P(x,D=\sum _{|\alpha |\leq m}a_{\alpha }(x)D^{\alpha })} ) unicul operator diferențial (notat {\displaystyle {\bar {P}}} sau {\displaystyle \;^{t}P} ) ce verifică {\displaystyle (Pu,v)=(u,{\bar {P}}v)} pentru orice {\displaystyle u\in C_{0}^{\infty }(\Omega ),\;v\in C^{\infty },} unde s-a notat {\displaystyle (u,v)=\int _{\Omega }u(x)v(x)d{\mathit {x}}} produsul scalar din {\displaystyle L^{2}(\Omega )\;,\;\;\alpha (\alpha _{1},\cdots ,\alpha _{n})} este un multiindice, {\displaystyle D_{k}={\frac {1}{i}}{\frac {\partial }{\partial x_{k}}},\;|\alpha |=\alpha _{1}+\cdots +\alpha _{n}}, iar coeficienții  {\displaystyle a_{\alpha }(x)} sunt funcții de clasă cel puțin {\displaystyle C^{m}} într-o mulțime deschisă din {\displaystyle \mathbb {R} ^{n}}. Este dat de: {\displaystyle \;{\bar {P}}v=\sum _{|\alpha |\leq m}(-1)^{|\alpha |}D^{\alpha }(a_{\alpha }(x)v).}
- a doua formă fundamentală a unei suprafețe - expresia {\displaystyle \psi (d{\mathit {u}},d{\mathit {v}})={\vec {n}}\cdot d^{2}{\vec {r}}=Ld{\mathit {u}}^{2}+2Md{\mathit {u}}d{\mathit {v}}+Nd{\mathit {v}}^{2},}unde  {\displaystyle {\vec {n}}} este versorul normalei suprafeței în punctul curent (vezi și prima formă fundamentală a unei suprafețe).
- analiză armonică - determinare a amplitudinilor armonicilor din seria trigonometrică în care se descompune o funcție periodică.
- analiză funcțională - ramură a analizei matematice care studiază funcții, generalizând conceptele de calcul diferențial și integral; cuprinde studiul spațiilor vectoriale, topologice și al funcțiilor definite pe aceste spații.
- analiză matematică - ramură a matematicii bazată pe noțiunea de limită și de funcție și care cuprinde: calculul diferențial și integral, studiul ecuațiilor diferențiale, al seriilor, al variațiilor, analiza numerică, analiza funcțională, topologia etc.
- analiză numerică - capitol al analizei matematice având ca obiect rezolvarea efectivă a ecuațiilor, a sistemelor de ecuații, a ecuațiilor diferențiale etc.
- aproximare - operație de determinare a unui element dintr-un spațiu metric a cărui distanță față de un element dat să fie mai mică decât un număr pozitiv dat.

- aproximare liniară - aproximarea unei funcții prin tangenta la funcție într-un punct.

- arc de curbă - porțiune dintr-o curbă cuprinsă între două puncte ale acesteia. Pentru o curbă dată de ecuațiile parametrice {\displaystyle x=f(t),y=g(t),\;t\in [a,b]} , unde {\displaystyle f(t),g(t)} sunt funcții cu prima derivată continuă, lungimea arcului de curbă este: {\displaystyle \;\;L_{(a,b)}=\int _{a}^{b}{\sqrt {f^{2}(t)+g^{2}(t)}}dt}.
- argument - variabilă independentă a unei funcții.
- asimptomatic - (despre o linie sau un șir) care se apropie tot mai mult de o curbă sau limită înăuntrul unei distanțe finite.
- asimptotă - dreaptă asociată unei curbe plane, cu puncte în domeniul de la infinit, astfel încât, atunci când un punct al curbei se deplasează în domeniul de la infinit, distanța lui până la dreaptă tinde la zero.
- asimptotă oblică a graficului unei funcții - dreapta {\displaystyle y=mx+n} , dacă distanța dintre dreaptă și grafic, măsurată pe verticală, tinde către zero când x tinde către {\displaystyle +\infty } (în care caz asimptota este spre ramura la {\displaystyle +\infty } ) sau către {\displaystyle -\infty } (în care caz asimptota este spre ramura la {\displaystyle -\infty } ).
- asimptotă verticală a graficului unei funcții - dreapta {\displaystyle x=a}, dacă cel puțin una din limitele laterale ale funcției în punctul a este infinită.
- axioma lui Arhimede - oricare ar fi numere reale {\displaystyle a>0} și {\displaystyle b} se poate găsi un număr natural n, astfel încât {\displaystyle na>b}.

## B
- Binet, formula lui ~ - formulă utilizată pentru a calcula al n-lea termen din șirul lui Fibonacci: {\displaystyle F_{n}={\frac {\varphi ^{n}-(-\varphi )^{-n}}{\sqrt {5}}},} unde {\displaystyle \varphi } este numărul de aur.
- brahistocronă - curbă așezată în plan vertical, de-a lungul căreia un punct material, care se mișcă fără frecare sub acțiunea gravitației, parcurge în cel mai scurt timp distanța dintre punctele date.

## C
- calcul diferențial - capitol al analizei matematice care se ocupă cu studiul derivatelor și al diferențialelor funcțiilor.
- calcul infinitezimal - denumire tradițională comună a calculului diferențial și integral.
- calcul integral - capitol al analizei matematice care se ocupă cu studiul integralelor și cu aplicațiile acestora.
- calcul operațional - metodă a analizei matematice pentru rezolvarea unor probleme privind ecuațiile diferențiale ale electrotehnicii.
- calcul tensorial - capitol al matematicii care se ocupă cu studiul operațiilor cu tensori.
- calcul variațional - capitol al analizei matematice care se ocupă cu aflarea argumentelor funcțiilor de linie sau de suprafață, exprimate prin integrale definite, pentru care acestea sunt maxime sau minime.
- calcul vectorial - capitol al matematicii care se ocupă cu studiul operațiilor cu vectori.
- Catalan, constanta ~ - suma seriei: {\displaystyle {\frac {1}{1^{2}}}-{\frac {1}{3^{2}}}+{\frac {1}{5^{2}}}-{\frac {1}{7^{2}}}+{\frac {1}{9^{2}}}-\cdots =0.915965594...}
- condiție inițială - condiție impusă soluțiilor unei ecuații diferențiale atunci când variabilele iau anumite valori; de exemplu, la aplicațiile din fizică, variabila este timpul {\displaystyle t} pentru care se precizează o valoare inițială {\displaystyle t_{0}}.
- condiții la limită - condiții impuse soluțiilor unei ecuații cu derivate parțiale, pe frontiera care limitează domeniul  în care sunt determinate acele soluții.
- constantă de integrare - constantă care exprimă ambiguitatea unei integrale nedefinite a unei funcții.
- continuitate - proprietate a unei funcții de a fi continuă (vezi și funcție continuă).
- convergent:

- (despre un șir) care tinde către un număr numit limita șirului.
- (despre o serie {\displaystyle a_{1}+a_{2}+\cdots +a_{n}+\cdots } ) al cărei șir, corespunzător sumelor parțiale {\displaystyle u_{1}=a_{1},u_{2}=a_{1}+a_{2},\cdots ,u_{n}=a_{1}+a_{2}+\cdots +a_{n}\cdots \;\;}, este convergent.
- curba-clopot - vezi Gauss (curba lui ~).
- curba erorilor - vezi Gauss (curba lui ~).
- curba normală a lui Gauss-Laplace - vezi Gauss (curba lui ~).
- cvadratură - procedeu de determinare a unei arii bazat pe folosirea integralei definite a unei funcții de o singură variabilă.

## D
- deplasări reale elementare - deplasările infinitezimale ale punctelor unui sistem de puncte materiale, sub acțiunea forțelor date și a legăturilor, într-un interval de timp foarte scurt.
- deplasări virtuale elementare - deplasările infinitezimale ale punctelor unui sistem de puncte materiale, făcându-se abstracție de forțele date și de legături.
- derivată - (a unei funcții reale de variabilă reală) limita {\displaystyle \lim _{x\to x_{0}}{\frac {f(x)-f(x_{0})}{x-x_{0}}},} unde {\displaystyle f:E\to \mathbb {R} } este funcția dată și {\displaystyle x_{0}\in E} punctul în care se calculează derivata.

- derivată de ordinul al doilea - derivata derivatei unei funcții: {\displaystyle f''=\left(f'\right)'}.

- diferențială - suma produselor dintre derivatele parțiale ale unei funcții și creșterile variabilelor ei independente.
- diferențială exactă - formă egală cu diferența generală a unei funcții derivabile într-un sistem de coordonate ortogonal.
- divergență - mărime a unui câmp vectorial {\displaystyle {\vec {F}}}, definită ca: {\displaystyle \operatorname {div} \,{\vec {F}}=\nabla \cdot {\vec {F}}=\lim _{|\Delta V|\to 0}\left({\frac {1}{|\Delta V|}}\oint _{\partial (\Delta V)}{\vec {F}}\;\cdot {\vec {n}}\,dS\right)\,}.

## E
- e - număr care reprezintă limita expresiei {\displaystyle \left(1+{\frac {1}{n}}\right)^{n}} când n crește necontenit; este baza logaritmilor naturali.
- echipotențială, suprafață ~ - loc geometric al punctelor în care potențialul scalar al unui câmp de vectori are aceeași valoare și pe care liniile de câmp sunt perpendiculare.
- ecuație diferențială - ecuație care conține funcțiile căutate, derivatele lor și variabilele independente.
- element de suprafață - noțiune folosită la calculul valorii unei integrale de suprafață.
- element de volum - noțiune folosită la calculul valorii unei integrale de volum.
- Euler–Mascheroni, constanta ~ - limita {\displaystyle \lim _{n\rightarrow \infty }\left(\sum _{k=1}^{n}{\frac {1}{k}}-\ln(n)\right)}, care are valoarea aproximativă: {\displaystyle \gamma =0,5772156649...}

## F
- factor integrant - funcție {\displaystyle \varphi (x,y)}, cu care înmulțind ecuația diferențială {\displaystyle P(x,y)dx+Q(x,y)dy}, o transformă într-o ecuație diferențială exactă.
- Feigenbaum, constante ~ - constante matematice care apar în studiul diagramelor de bifurcație și care au valorile aproximative: {\displaystyle \alpha =2,502907...,\delta =4,669201...}
- flux al unui câmp vectorial V printr-o suprafață S - integrala de suprafață a componentei normale a vectorului {\displaystyle /vecV}. Dacă {\displaystyle {\vec {n}}} este versorul normalei la S, fluxul lui {\displaystyle {\vec {V}}=V_{x}{\vec {i}}+V_{y}{\vec {j}}+V_{z}{\vec {k}}} este: {\displaystyle \;\;\int \!\!\!\!\int _{S}{\vec {V}}\cdot {\vec {n}}d{\mathit {S}}=\int \!\!\!\!\int _{S}(V_{x}d{\mathit {y}}d{\mathit {z}}+V_{y}d{\mathit {z}}d{\mathit {x}}+V_{z}d{\mathit {x}}d{\mathit {y}}).}
- formă conservativă - formă a unei ecuații (de obicei cu derivate parțiale) care subliniază că o proprietate se conservă.
- formele fundamentale ale unei suprafețe - vezi: prima formă fundamentală a unei suprafețe și a doua formă fundamentală a unei suprafețe.
- Fréchet, spațiu ~ - vezi F-spațiu.
- frontieră (a unei mulțimi S) - (în topologie) mulțimea punctelor care pot fi atinse atât din interiorul lui S, cât și din exteriorul lui S.
- F-spațiu - spațiu vectorial V pe mulțimea numerelor reale sau complexe împreună cu un anumit tip metrică; altă denumire: spațiu Fréchet.
- funcția zeta Riemann - funcție analitică, de variabilă complexă {\displaystyle s=\sigma +it,} cu {\displaystyle \sigma >1}, definită de relația {\displaystyle \zeta (s)=\sum _{n=1}^{\infty }{\frac {1}{n^{s}}}.}
- funcție continuă:

- într-un punct {\displaystyle a}, funcție {\displaystyle f(x)} ale cărei valori în vecinătatea unui punct {\displaystyle a} diferă de {\displaystyle f(a)} oricât de puțin se dorește;
- într-un interval, funcție continuă în orice punct al intervalului.
- funcție derivabilă - funcție care are derivată pe tot domeniul său.

## G
- Gauss (curba lui ~)⁠(d) - curbă după care se distribuie erorile accidentale provenite din măsurarea unei mărimi; are ecuația: {\displaystyle y={\frac {h}{\sqrt {\pi }}}\cdot e^{-h^{2}x^{2}}} (sinonime: curba normală a lui Gauss-Laplace, curba-clopot, curba erorilor).
- gol Hausdorff - concept apare în teoria ordonării parțiale și în analiza comportamentului șirurilor de numere întregi și care constă din două colecții de șiruri de numere întregi, astfel încât nu există niciun șir care să se afle între cele două colecții.

## H
- hiperbolică, funcție ~ - oricare din analoagele funcțiilor trigonometrice, dar definite folosind hiperbola în locul cercului, cum ar fi: sinus hiperbolic, cosinus hiperbolic etc.
- hodograf - curbă plană sau în spațiu, loc geometric al extremităților vectorilor care reprezintă valorile unei funcții vectoriale, presupunând că acești vectori au originea comună într-un punct fix, numit pol.

## I
- infinit - cea mai mare valoare spre care tinde o mărime variabilă.
  - infinit mic - cantitate variabilă care tinde către zero, fără a lua această valoare.
- integrală - rezultatul operației de integrare din calculul integral.
  - integrală curbilinie - integrală în care funcția de integrat este evaluată de-a lungul unei curbe.
  - integrală de suprafață - generalizare a integralei multiple pentru suprafețe curbe.
  - integrală de volum - integrală definită a unei funcții pe un volum.
  - integrală definită - v. integrală Riemann.
  - integrală eliptică - integrală a unei funcții eliptice.
  - integrală improprie - integrală definită la care una din limitele intervalului de integrare tinde la ±∞, sau funcția tinde la ±∞ într-una din limitele intervalului.
  - integrală multiplă - generalizare a integralei definite pentru funcții de mai multe variabile reale.
  - integrală nedefinită - primitivă a unei funcții, obținută prin operația de integrare.
  - integrală Riemann - aria de sub graficul unei funcții pe un interval.
- interior (al unei submulțimi S a unui spațiu topologic X) - (în topologie) reuniunea tuturor submulțimilor lui S care sunt deschise în X.

## Î
- închidere a unei mulțimi - vezi aderență a unei mulțimi.
- înfășurătoare convexă - vezi acoperire convexă.
- înfășurătoare echilibrată - vezi acoperire echilibrată.
- însumare - operația de calcul al limitei  șirului format de sumele parțiale ale unei serii convergente.

## J
- jacobian - matrice asociată unui ansamblu de n funcții cu n argumente:

{\displaystyle \mathbf {J} ={\begin{bmatrix}{\dfrac {\partial \mathbf {f} }{\partial x_{1}}}&\cdots &{\dfrac {\partial \mathbf {f} }{\partial x_{n}}}\end{bmatrix}}={\begin{bmatrix}\nabla ^{\mathrm {T} }f_{1}\\\vdots \\\nabla ^{\mathrm {T} }f_{m}\end{bmatrix}}={\begin{bmatrix}{\dfrac {\partial f_{1}}{\partial x_{1}}}&\cdots &{\dfrac {\partial f_{1}}{\partial x_{n}}}\\\vdots &\ddots &\vdots \\{\dfrac {\partial f_{m}}{\partial x_{1}}}&\cdots &{\dfrac {\partial f_{m}}{\partial x_{n}}}\end{bmatrix}}.}

## L
- Laplace, ecuația lui ~
- Laplace, operatorul lui ~ - operatorul diferențial {\displaystyle \Delta ^{2}=\Delta ={\frac {\partial ^{2}}{\partial x^{2}}}+{\frac {\partial ^{2}}{\partial y^{2}}}+{\frac {\partial ^{2}}{\partial z^{2}}}.} Pentru un număr {\displaystyle n\geq 2} de variabile {\displaystyle x_{1},x_{2},\cdots ,x_{n}}: {\displaystyle \;\;\Delta ={\frac {\partial ^{2}}{\partial x_{1}^{2}}}+{\frac {\partial ^{2}}{\partial x_{2}^{2}}}+\cdots +{\frac {\partial ^{2}}{\partial x_{n}^{2}}}} (sinonim: laplacian).

{\displaystyle }
- laplacian - vezi Laplace, operatorul lui ~.
- logaritm iterat - aplicare repetată a funcției logaritm până când se obține un rezultat {\displaystyle \leq 1}.

## M
- majorant (al unei mulțimi {\displaystyle M\subset \mathbb {R} }) - număr a cu proprietatea {\displaystyle a\geq x} pentru orice {\displaystyle x\in M}.
- margine inferioară (a unei mulțimi {\displaystyle M\subset \mathbb {R} } - număr {\displaystyle \alpha } cu proprietățile: a) {\displaystyle \alpha \leq x} pentru orice {\displaystyle x\in M}; b) pentru orice {\displaystyle \varepsilon >0} există un element {\displaystyle x_{\varepsilon }\in M} astfel încât {\displaystyle \alpha +\varepsilon >x_{\varepsilon }}; marginea inferioară a mulțimii M este cel mai mare minorant al acesteia și se notează {\displaystyle \inf M} sau {\displaystyle inf_{x\in M}\{x\}} (vezi și margine superioară).
- margine superioară (a unei mulțimi {\displaystyle M\subset \mathbb {R} } - număr {\displaystyle \alpha } cu proprietățile: a) {\displaystyle \alpha \geq x} pentru orice {\displaystyle x\in M}; b) pentru orice {\displaystyle \varepsilon >0} există un element {\displaystyle x_{\varepsilon }\in M} astfel încât {\displaystyle \alpha -\varepsilon <x_{\varepsilon }}; marginea inferioară a mulțimii M este cel mai mic majorant al acesteia (vezi și margine inferioară).
- maxim (al unei funcții f) - numărul {\displaystyle f(M)} , unde M este un punct de maxim al funcției f.
- metoda elementelor finite - tehnică numerică folosită pentru a rezolva probleme complexe de inginerie și fizică, care sunt descrise prin ecuații cu derivate parțiale; este de utilă în cazurile în care problemele nu pot fi rezolvate analitic și necesită o abordare aproximativă.
- mulțime deschisă - vezi topologie asupra unei mulțimi.
- mulțime echilibrată - o mulțime {\displaystyle E\subset X} cu proprietatea {\displaystyle \lambda E\subset E} pentru orice {\displaystyle \lambda \in \Gamma ,} unde {\displaystyle X} este un spațiu liniar peste un corp {\displaystyle K.}
- mulțime solidă - o mulțime {\displaystyle E\subset X} cu proprietatea {\displaystyle |x|\leq |y|\;,y\in E\;\Rightarrow x\in E} , unde {\displaystyle X} este un spațiu liniar peste corpul {\displaystyle \Gamma }.

## N
- n-schelet - subspațiu al unui spațiu topologic.
- nabla - operator diferențial liniar, definit în coordonate carteziene prin:

{\displaystyle \nabla =\mathbf {i} {\partial  \over \partial x}+\mathbf {j} {\partial  \over \partial y}+\mathbf {k} {\partial  \over \partial z}.}
- nod - noțiune legată de stabilitatea soluției unei ecuații diferențiale într-un punct critic al său.
- numărul e - vezi e.

## P
- prima formă fundamentală a unei suprafețe - expresia {\displaystyle \varphi (d{\mathit {u}}d{\mathit {v}})=d{\vec {r}}^{2}=Ed{\mathit {u}}^{2}+2Fd{\mathit {u}}d{\mathit {v}}+Gd{\mathit {v}}^{2}}, unde  {\displaystyle {\vec {r}}={\vec {r}}(u,v)} este vectorul de poziție al unui punct mobil de pe o suprafață; această formulă determină elementul de arc al unei curbe situate pe suprafața respectivă (vezi și a doua formă fundamentală a unei suprafețe).
- problema Cauchy - v. problema valorii inițiale.
- problema valorii inițiale - o ecuație diferențială ordinară împreună cu valoarea integralei (condiția inițială) într-un punct.
- progresie armonică - șir ai cărui termeni sunt inversele termenilor unei progresii aritmetice, fiecare termen fiind media armonică a termenilor vecini.
- punct aderent al unei mulțimi A într-un spațiu topologic - punct cu proprietatea că orice vecinătate a sa conține un punct din A (vezi și aderență).
- punct de acumulare - punct al unei mulțimi în a cărui vecinătate există puncte vecine din mulțime.
- punct de convergență - vezi serie de funcții.
- punct de echilibru - soluție constantă a unei ecuații diferențiale.
- punct izolat - punct al unei submulțimi în a cărui vecinătate nu există alte puncte din submulțime.

## R
- rază de convergență - pentru o serie de puteri, numărul {\displaystyle R} cu proprietatea că seria este absolut convergentă pe intervalul  {\displaystyle (-R,R)} și pentru orice {\displaystyle x} cu {\displaystyle |x|>R} seria este divergentă.
- rectificabilă, curbă ~ - curbă a cărei lungime poate fi calculată prin calcul integral.
- rectificare - determinarea lungimii unui arc de curbă (pentru o curbă rectificabilă); în cazul curbei {\displaystyle y=f(x)}, lungimea arcului dat de {\displaystyle x\in [a,b]} este dată de: {\displaystyle L=\int _{a}^{b}{\sqrt {1+f'(x)^{2}}}dx} (Cauchy).
- restricție - funcție obținută prin restrângerea domeniului de definiție al unei alte funcții.

## S
- serie - șir infinit de elemente legate între ele prin semnul plus, {\displaystyle u_{1}+u_{2}+\cdots +u_{n}+\cdots }.

- serie armonică - seria {\displaystyle \sum _{n=1}^{\infty }{\frac {1}{n}}=1+{\frac {1}{2}}+{\frac {1}{3}}+\cdots +{\frac {1}{n}}+\cdots }; este o serie divergentă.
- seria binomială - serie de tip {\displaystyle (1+x)^{\lambda }=1+{\frac {\lambda }{1!}}x+{\frac {\lambda (\lambda -1)}{2!}}x^{2}+\cdots +{\frac {\lambda (\lambda -1)\cdots (\lambda -n)}{n!}}x^{n}+\cdots }, care este absolut convergentă pentru {\displaystyle |x|<1}.
- serie de funcții - serie ai cărei termeni {\displaystyle u_{n}} sunt funcții {\displaystyle f_{n}(x)} definite pe un domeniu {\displaystyle A}. Dacă {\displaystyle a\in A} este un punct în care seria numerică {\displaystyle \sum _{1}^{\infty }f_{n}(a)} este convergentă, atunci a se numește punct de convergență.
- serie geometrică - serie în care raportul oricărui membru și al membrului precedent este constant.

- sistem complet de elemente - (într-un spațiu Hilbert {\displaystyle H}) mulțime de elemente ortogonale care are proprietatea că în {\displaystyle H} nu există niciun element diferit de elementul nul care să fie ortogonal pe toate elementele mulțimii.
- sistem de ecuații diferențiale - mulțime de {\displaystyle n} ecuații diferențiale de forma: {\displaystyle \;F_{1}(x,y_{1},y'_{1},\cdots ,y_{1}^{(m_{1})},\cdots ,y_{n},\cdots y_{n}^{(m_{n})})=0,\;i={\overline {1,n}}}, care leagă între ele o variabilă independentă {\displaystyle x}, funcțiile necunoscute {\displaystyle y_{1}(x),y_{2}(x),\cdots ,y_{n}(x)} și derivatele acestora, respectiv până la ordinele {\displaystyle m_{1},m_{2},\cdots ,m_{n}.}
- sistem fundamental de soluții:

- (al unei ecuații diferențiale liniare) orice mulțime de {\displaystyle n} soluții particulare liniar independente (unde n este ordinul ecuației);
- (al unui sistem de ecuații diferențiale) orice mulțime de {\displaystyle n} soluții particulare {\displaystyle y_{i_{1}}(x),\cdots ,y_{i_{n}}(x),\;i={\overline {1,n}}} care au determinantul {\displaystyle |y_{ij}|} neidentic egal cu zero.
- sistem Sturm Liouville - o ecuație diferențială de forma {\displaystyle \;{\frac {d}{dx}}\left[p(x){\frac {dy}{dx}}\right]-q(x)y+\lambda \rho (x)y=0} împreună cu condițiile la limite: {\displaystyle \;Ay'(a)+By(a)=0,\;Cy'(b)+Dy(b)=0,\;} în care {\displaystyle |A|+|B|\neq 0,\;|C|+|D|\neq 0,\;p(x),q(x),\rho (x)} sunt funcții de anumite clase pe {\displaystyle [a,b],} iar {\displaystyle \lambda } un scalar.
- subspațiu liniar (generat de o mulțime) - vezi acoperire liniară.
- subnormală - segment determinat de proiecția ortogonală pe axa Ox a unei normale la o curbă.
- subtangentă - segment determinat de proiecția ortogonală pe axa Ox a unei tangente la o curbă.
- suprafață echipotențială - vezi: echipotențială, suprafață ~.

## Ș
- șaua maimuței - suprafață analitică definită de relația {\displaystyle z=x^{3}-3xy^{2}}.
- șir - corespondență între numerele naturale {\displaystyle \mathbb {N} } și elementele unei mulțimi oarecare {\displaystyle A\;:\;\;1\to a_{1},\;2\to a_{2},\;\cdots n\to a_{n},\;\cdots \;} cu {\displaystyle a_{n}\in A} și {\displaystyle n=1,2,\cdots .} Elementele {\displaystyle a_{1},a_{2},\cdots ,a-n,\cdots } se numesc termenii șirului, iar {\displaystyle a_{n}} termenul general al șirului.

## T
- tensor - generalizare a noțiunii de vector, sistem de {\displaystyle n^{p+q}} componente numerice {\displaystyle t_{j_{1}\cdots j_{q}}^{i_{1}\cdots i_{q}}} care, la o transformare a bazei {\displaystyle e'_{i}=\gamma _{i}^{i}e_{j}}, respectiv {\displaystyle e_{k}=\Gamma _{k}^{l}e'_{l}}, se transformă după legea: {\displaystyle \;{t\prime }_{l_{1}\cdots l-q}^{k_{1}\cdots k_{p}}=\Gamma _{i_{1}\cdots i_{p}}^{k_{1}\cdots k_{p}}\cdot \gamma _{l_{1}}^{j_{1}}\cdots \gamma _{l_{q}}^{j_{q}}t_{j_{1}\cdots j_{q}}^{i_{1}\cdots i_{q}},} unde se face convenția de sumare a lui Einstein, după care ori de câte ori apare într-un monom un același indice, o dată sus și o dată jos, se face suma în raport cu acel indice, de la 1 la n.
- teoria analitică a numerelor - ramură a teoriei numerelor care utilizează metode din analiza matematică pentru a rezolva probleme despre numerele întregi.
- topologie - ramură a matematicii care studiază proprietățile mulțimilor de puncte care sunt invariante față de transformările biunivoce și bicontinue (topologice).
- topologie algebrică - parte a topologiei care studiază probleme legate de inelul de omologie, de grupurile de omotropie ale unui spațiu, clase caracteristice, probleme de scufundare a unui spațiu în altul etc.
- topologie asupra unei mulțimi nevide T - familie {\displaystyle {\mathcal {T}}} de submulțimi ale unei mulțimi {\displaystyle T} care are proprietățile: 1) intersecția a două elemente din {\displaystyle {\mathcal {T}}} este un element din {\displaystyle {\mathcal {T}}}; 2) orice reuniune de elemnte din {\displaystyle {\mathcal {T}}} este un element din {\displaystyle {\mathcal {T}}}; 3) mulțimea T și mulțimea vidă sunt elemente din {\displaystyle {\mathcal {T}}}. Mulțimile topologiei {\displaystyle {\mathcal {T}}} se numesc mulțimi deschise ale spațiului {\displaystyle (T,{\mathcal {T}})}.
- transformare infinitezimală - formă limită a unei transformări mici.
- trasarea graficului unei curbe - reprezentarea unei curbe plane dată fiind ecuația sa, fără a calcula un număr mare de puncte necesare pentru un grafic detaliat.

## W
- Wallis, formula lui ~ - formula {\displaystyle \;\;{\frac {\pi }{2}}={\frac {2}{1}}\cdot {\frac {2}{3}}\cdot {\frac {4}{3}}\cdot {\frac {4}{5}}\cdot {\frac {6}{5}}\cdot {\frac {6}{7}}\cdot \cdots \cdot {\frac {2n}{2n-1}}\cdot {\frac {2n}{2n+1}}\cdots ,\;\;} care dă numărul π sub formă de produs infinit.
- Weierstrass (a doua teoremă de aproximare a lui ~) - dacă {\displaystyle f(x)} este o funcție continuă cu perioada {\displaystyle 2\pi }, atunci oricât de mic ar fi numărul {\displaystyle \varepsilon >0}, se poate indica un polinom trigonometric {\displaystyle \;\;T_{n}(x)=a_{0}+\sum _{k=1}^{n}\left(a_{k}\cos kx+b_{k}\sin {kx}\right),} cu {\displaystyle n=n(\varepsilon ),} astfel încât inegalitatea {\displaystyle \;\left|f(x)-T_{n}(x)\right|<\varepsilon \;} să aibă loc pentru orice x.
- Weierstrass (prima teoremă de aproximare a lui ~) - dacă {\displaystyle f(x)} este o funcție continuă pe un segment {\displaystyle [a,b]}, atunci pentru orice {\displaystyle \varepsilon >0} există un polinom {\displaystyle P_{n}(x)} de grad {\displaystyle n=n(\varepsilon )} pentru care pe întregul segment are loc inegalitatea: {\displaystyle \;\;\left|f(x)-P_{n}(x)\right|<\varepsilon .}
- wronskianul funcțiilor {\displaystyle f_{1}(x),f_{2}(x),\cdots ,f_{n}(x)} - determinantul {\displaystyle {\begin{vmatrix}f_{1}(x)&f_{2}(x)&\cdots &f_{n}(x)\\f'_{1}(x)&f'_{2}(x)&\cdots &f'_{n}(x)\\\vdots &\vdots &\vdots &\vdots \\f_{1}^{(n-1)}(x)&f_{2}^{(n-1)}(x)&\cdots &f_{n}^{(n-1)}(x)\end{vmatrix}}}.

## Z
- zero al unei funcții - valoare din domeniul de definiție al unei funcții, în care aceasta se anulează.
- zeta, funcția ~ - vezi funcția zeta Riemann.